# Ellipteroides (Ramagonomyia) protensus
Ellipteroides (Ramagonomyia) protensus is een tweevleugelige uit de familie steltmuggen (Limoniidae). De soort komt voor in het Oriëntaals gebied.